# Michel Chasles
Michel Floréal Chasles, född 15 november 1793 i Épernon, departementet Eure-et-Loir, död 18 december 1880 i Paris, var en fransk matematiker.
Chasles fick 1846 en särskilt åt honom inrättad lärostol i högre geometri vid universitetet i Paris. Han bidrog väsentligen till utvecklingen av den riktning i geometrin, som söker lösa sina uppgifter genom rent geometriska metoder, och han tillämpade med framgång dessa metoder på problem inom den matematiska fysiken, inom vilken han fann en lösning på hur Isaac Newtons gravitationslag fungerade för en rotationsellipsoid (exempevis jorden, vars precession och nutation beror på gravitationell inverkan på jordens ellipsoidala form från andra himlakroppar – främst solen och månen). Nämnvärd är Chasles lösning av problemet att finna antalet kägelsnitt som tangerar fem givna kägelsnitt i planet 1864 (detta problem hade dock lösts fem år tidigare av Ernest de Jonquières). Chasles använde här sin "karktäristikteori", vilken innehåller grunderna för "beräkningsgeometrin". Chasles visade (1865) också att dubbelförhållanden på kägelsnitt bevaras vid centralprojektion. Han tilldelades Copleymedaljen 1865. Chasles invaldes som ordinarie ledamot av Franska vetenskapsakademien 1851, som utländsk ledamot av Royal Society 1854 och av svenska Vetenskapsakademien 1873. Hans namn tillhör de 72 som är ingraverade på Eiffeltornet.